# 289-й ближнебомбардировочный авиационный полк
289-й ближнебомбардировочный авиационный полк — авиационная воинская часть ВВС РККА бомбардировочной авиации в Великой Отечественной войне.

## Наименование полка
В различные годы своего существования полк имел наименования:
- 289-й бомбардировочный авиационный полк;
- 289-й ближнебомбардировочный авиационный полк[1];
- 289-й штурмовой авиационный полк[1];
- 289-й штурмовой авиационный Краснознамённый полк[1].

## История и боевой путь полка
Полк был формирован с 24 мая 1941 года по 1 августа 1941 года как 289-й ближнебомбардировочный авиационный полк на базе аэродрома Богодухов Харьковской области по штату 015/20 на самолётах Су-2. Вошёл в состав ВВС Харьковского военного округа. После формирования 1 августа 1941 года на аэродроме Богодухов вновь переформирован по штату 015/150 на самолётах Су-2. В составе 49-й авиационной дивизии ВВС Харьковского военного округа.
С 26 августа 1941 года полк, базируясь на том же аэродроме, вошел в состав действующей армии ВВС Юго-Западного фронта. С 27 сентября 1941 года его передали в состав вновь сформированной 63-й авиационной дивизии ВВС Юго-Западного фронта. Принимал участие в Харьковской операции. До декабря 1941 года полк воевал в составе той же дивизии. Действовал с аэродромов Харьков, Обоянь, Старый Оскол, Воронеж по переправам через Днепр в районе Кременчуга (Дериевка, Мишурин Рог, Каменка, Потоцкое). Наносил удары по колоннам и скоплениям танков и мотомеханизированных войск противника. С октября 1941 года полк вместе с дивизией передан ВВС 40-й армии. Поддерживал войска армии в оборонительных боях северо-восточнее посёлка Тим. В январе и феврале 1942 года полк поддерживал войска армии в наступательных операциях на курском и белгородском направлениях. После расформирования дивизии в марте 1942 года вошел в непосредственное подчинение ВВС фронта, а 28 марта 1942 года убыл в тыл. Далее в составе 10-го запасного авиаполка 1-й штурмовой авиабригады ВВС Приволжского военного округа. По итогу боевой работы на Юго-Западном фронте полк выполнил 979 боевых вылетов, потерял 16 самолётов Су-2 и 9 летчиков.
С 4 апреля 1942 года полк в находился составе 10-го запасного авиаполка 1-й запасной штурмовой авиабригады ВВС Приволжского военного округа на аэродроме Каменка-Белинская. Был переформирован по штату 015/156 на одноместных самолётах Ил-2 в 289-й штурмовой авиаполк. На доукомплектовании и переучивании в 1-й штурмовой авиабригаде полк находился до 5 июня, после чего переброшен на Западный фронт, где вошёл в состав 231-й штурмовой авиадивизии 1-й воздушной армии. С 25 июня полк приступил к боевым действиям в составе дивизии.

## Командиры полка
- майор, подполковник Огиенко Михаил Петрович, 05.1941 по 28.03.1942 (10.05.1942 г. осужден);
- майор Шебеков Игорь Кириллович, с 28.03.1942 г. по 18.07.1943 г..

## В составе соединений и объединений
| Дата          | Фронт (округ)             | Армия                            | Корпус/Дивизия                                                  | Примечания |
| ------------- | ------------------------- | -------------------------------- | --------------------------------------------------------------- | ---------- |
| 24.05.1941 г. | Харьковский военный округ | ВВС Харьковского военного округа |                                                                 |            |
| 01.08.1941 г. | Харьковский военный округ | ВВС Харьковского военного округа | 49-я авиационная дивизия                                        |            |
| 26.08.1941 г. | Юго-Западный фронт        | ВВС Юго-Западного фронта         |                                                                 |            |
| 27.09.1941 г. | Юго-Западный фронт        | ВВС Юго-Западного фронта         | 63-я авиационная дивизия                                        |            |
| 01.10.1941 г. | Юго-Западный фронт        | ВВС Юго-Западного фронта         | ВВС 40-й армии 63-я авиационная дивизия                         |            |
| 01.03.1941 г. | Юго-Западный фронт        | ВВС Юго-Западного фронта         |                                                                 |            |
| 28.03.1941 г. | Приволжский военный округ | ВВС Приволжского военного округа | 1-я запасная авиационная бригада 10-й запасной авиационный полк |            |
| 05.06.1942 г. | Западный фронт            | 1-я воздушная армия              | 231-я штурмовая авиационная дивизия                             |            |

## Участие в операциях и битвах
- Харьковская операция, с 30 сентября по 30 ноября 1941 года.
- Донбасская операция, с 29 сентября по 4 ноября 1941 года.
- Елецкая операция, с 6 по 16 декабря 1941 года.
- Курско-Обоянская операция, с 20 декабря 1941 года по 26 января 1942 года.
- Барвенково-Лозовская операция, с 18 января 1942 года по 31 января 1942 года.

## Отличившиеся воины
- Кобылянский Иван Александрович, сержант, стрелок — бомбардир 1-й эскадрильи 289-го ближнего бомбардировочного авиационного полка 63-й смешанной авиационной дивизии ВВС 40-й армии ВВС Юго-Западного фронта Указом Президиума Верховного Совета СССР от 27 марта 1942 года удостоен звания Герой Советского Союза. Золотая Звезда № 645.
- Олейниченко Дмитрий Елисеевич, летчик полка, гвардии капитан, Указом Президиума Верховного Совета СССР от 18 августа 1945 года удостоен звания Герой Советского Союза будучи командиром эскадрильи 189-го гвардейского штурмового авиационного полка 196-й штурмовой авиационной дивизии 4-го штурмового авиационного корпуса 4-й воздушной армии 2-го Белорусского фронта. Золотая Звезда № 7960.
- Самочкин Анатолий Васильевич, лейтенант, пилот 1-й эскадрильи 289-го ближнего бомбардировочного авиационного полка 63-й смешанной авиационной дивизии ВВС 40-й армии ВВС Юго-Западного фронта Указом Президиума Верховного Совета СССР от 27 марта 1942 года удостоен звания Герой Советского Союза. Золотая Звезда № 644.